# Michel-Jean Borch
Michel-Jean Borch (Warklany, 20 giugno 1753 – 1810) è stato un naturalista polacco.
Egli possedeva anche il titolo nobiliare di conte de Borch.
Erudito, viaggiatore e naturalista polacco. Personaggio eclettico dotato di uno spessore culturale primariamente indirizzato verso le discipline naturali, la mineralogia, la litologia.
Di tutt'altra natura e origine, l'immaginario scambio epistolare Lettres sur la Sicile et sur l'île de Malthe, pour servir de supplément au voyage en Sicilie et a Malthe de Monsieur Brydone (1777) di cui si compone il resoconto di un viaggio in Sicilia intrapreso nel 1776 che vuole mostrare gli errori e le false posizioni di Patrick Brydone sull'argomento esposte nel libro Viaggio in Sicilia e a Malta. L'opera verrà pubblicata a Torino nel 1782 con diverse illustrazioni dello stesso autore.
Nella sua opera parla in maniera precisa delle pietre laviche dell'Etna, del papiro di Siracusa e delle saline di Trapani.